# Bahnstrecke Dortmund–Gronau
| |                                                               |                                                           |                                                           |
| Streckennummer (DB): | 2100 (Dortmund Hbf–Gronau) 2111 (Dortmund Ost–Dortmund-Eving) |                                                           |                                                           |
| Kursbuchstrecke (DB): | 412                                                           |                                                           |                                                           |
| Kursbuchstrecke: | 224 (Gronau–Dortmund Ost 1946)                                |                                                           |                                                           |
| Streckenlänge: | 103 km                                                        |                                                           |                                                           |
| Spurweite: | 1435 mm (Normalspur)                                          |                                                           |                                                           |
| Stromsystem: | Dortmund–Lünen: 15 kV 16,7 Hz ~                               |                                                           |                                                           |
| Streckengeschwindigkeit: | 160 km/h                                                      |                                                           |                                                           |
| |                                                               |                                                           |                                                           |
| \| \| \| von Enschede \| \| \| \| \| von Oldenzaal \| \| \| \| 96,0 \| Gronau (Westf) \| Gronau (Westf) \| \| \| \| Strecken nach Münster und Coevorden \| \| \| \| 94,5 \| VEW Gronau (Anst) \| VEW Gronau (Anst) \| \| \| 91,9 \| Epe (Westf) \| Epe (Westf) \| \| \| 87,1 \| Lasterfeld \| Lasterfeld \| \| \| \| ehem. Strecke von Enschede Süd \| \| \| \| \| \| \| \| \| \| Zwischenlager Ahaus (Gla) ehem. Strecke von Burgsteinfurt \| \| \| \| \| \| \| \| \| 80,6 \| Ahaus \| Ahaus \| \| \| \| ehem. Strecke nach Borken \| \| \| \| 72,9 \| Legden (ehem. Bf, Bk) \| Legden (ehem. Bf, Bk) \| \| \| 68,2 \| Rosendahl-Holtwick \| Rosendahl-Holtwick \| \| \| \| Strecke von Lutum, Strecke von Münster \| \| \| \| 61,0+0,060,8+265,5 \| \| \| \| \| 60,8+183 \| Coesfeld (Westf) \| Coesfeld (Westf) \| \| \| 58,3 \| Coesfeld (Westf) Stadt (Anst) \| Coesfeld (Westf) Stadt (Anst) \| \| \| \| ehem. Baumbergebahn nach Borken \| \| \| \| \| Strecke nach Dorsten \| \| \| \| 55,3 \| Lette (Kr Coesfeld) (ehem. Bf, Hst) \| Lette (Kr Coesfeld) (ehem. Bf, Hst) \| \| \| 51,2 \| Merfeld (zuletzt Anst) \| Merfeld (zuletzt Anst) \| \| \| 45,0 \| Dülmen Ost (ehem. Dülmen DGE) \| Dülmen Ost (ehem. Dülmen DGE) \| \| \| \| ehem. Verbindungsgleis n. Dülmen (tief) \| \| \| \| \| \| \| \| \| 44,6 \| Dülmen (Turmbahnhof, hoch) Strecke Haltern–Münster \| Dülmen (Turmbahnhof, hoch) Strecke Haltern–Münster \| \| \| \| \| \| \| \| \| ehem. Verbindungsgleis von Dülmen (tief) \| \| \| \| 43,7 \| Dülmen Ds (Bk) \| Dülmen Ds (Bk) \| \| \| 37,9 \| Ondrup (zuletzt Bk) \| Ondrup (zuletzt Bk) \| \| \| 32,4 \| Lüdinghausen \| Lüdinghausen \| \| \| 26,1 \| Selm (ehem. Bf) \| Selm (ehem. Bf) \| \| \| 24,6 \| Selm-Beifang \| Selm-Beifang \| \| \| 22,0 \| Bork (Westf) \| Bork (Westf) \| \| \| \| \| \| \| \| 20,4 \| Bork (Westf) Gerätedepot Bundeswehr (Awanst) \| Bork (Westf) Gerätedepot Bundeswehr (Awanst) \| \| \| \| \| \| \| \| \| Lünen-Alstedde geplant \| \| \| \| 14,9 \| Lünen Nord \| Lünen Nord \| \| \| \| von Münster \| \| \| \| 13,9 \| Lünen Hbf (Keilbahnhof) \| Lünen Hbf (Keilbahnhof) \| \| \| \| Oberhausen-Osterfeld–Hamm \| \| \| \| 10,5 \| Lünen Preußen \| Lünen Preußen \| \| \| 8,1 \| Dortmund-Derne \| Dortmund-Derne \| \| \| 5,4 \| Dortmund-Kirchderne (Hp Abzw) \| Dortmund-Kirchderne (Hp Abzw) \| \| \| \| Verbindung nach Dortmund-Obereving \| \| \| \| \| Güterumgehungsbahn Dortmund \| \| \| \| \| Verbindung von Dortmund-Scharnhorst \| \| \| \| 3,1 \| Dortmund-Hoesch \| Dortmund-Hoesch \| \| \| 3,02,5 \| Dortmund-Eving (ehem. PV) \| Dortmund-Eving (ehem. PV) \| \| \| \| (neue Trasse ab 1904) \| \| \| \| \| \| \| \| \| 0,0 \| Dortmund Hbf nach Duisburg, von Hamm \| Dortmund Hbf nach Duisburg, von Hamm \| \| \| \| \| \| \| \| \| (ehem. Trasse bis 1998) \| \| \| \| 0,6 \| Dortmund Ost (ehem. Dortmund DGE) \| Dortmund Ost (ehem. Dortmund DGE) \| \| \| \| ehem. Strecke nach Dortmund Süd \| \| \| \| \| \| \| \| Quellen: [1][2] \| \| \| \| |                                                               |                                                           |                                                           |
| Strecke |                                                               | von Enschede                                              | von Enschede                                              |
| Abzweig mit U-Bahn geradeaus und ehemals von links |                                                               | von Oldenzaal                                             | von Oldenzaal                                             |
| Bahnhof | 96,0                                                          | Gronau (Westf)                                            | Gronau (Westf)                                            |
| Abzweig geradeaus und nach links |                                                               | Strecken nach Münster und Coevorden                       | Strecken nach Münster und Coevorden                       |
| Blockstelle | 94,5                                                          | VEW Gronau (Anst)                                         | VEW Gronau (Anst)                                         |
| Bahnhof | 91,9                                                          | Epe (Westf)                                               | Epe (Westf)                                               |
| ehemaliger Bahnhof | 87,1                                                          | Lasterfeld                                                | Lasterfeld                                                |
| Abzweig geradeaus und ehemals von rechts |                                                               | ehem. Strecke von Enschede Süd                            | ehem. Strecke von Enschede Süd                            |
| |                                                               |                                                           |                                                           |
| Abzweig geradeaus und von links |                                                               | Zwischenlager Ahaus (Gla) ehem. Strecke von Burgsteinfurt | Zwischenlager Ahaus (Gla) ehem. Strecke von Burgsteinfurt |
| |                                                               |                                                           |                                                           |
| Bahnhof | 80,6                                                          | Ahaus                                                     | Ahaus                                                     |
| Abzweig geradeaus und ehemals nach rechts |                                                               | ehem. Strecke nach Borken                                 | ehem. Strecke nach Borken                                 |
| Haltepunkt / Haltestelle, ehemals Bahnhof | 72,9                                                          | Legden (ehem. Bf, Bk)                                     | Legden (ehem. Bf, Bk)                                     |
| Haltepunkt / Haltestelle | 68,2                                                          | Rosendahl-Holtwick                                        | Rosendahl-Holtwick                                        |
| Abzweig geradeaus und von links |                                                               | Strecke von Lutum, Strecke von Münster                    | Strecke von Lutum, Strecke von Münster                    |
| Kilometer-Wechsel | 61,0+0,060,8+265,5                                            |                                                           |                                                           |
| Bahnhof | 60,8+183                                                      | Coesfeld (Westf)                                          | Coesfeld (Westf)                                          |
| ehemalige Blockstelle | 58,3                                                          | Coesfeld (Westf) Stadt (Anst)                             | Coesfeld (Westf) Stadt (Anst)                             |
| Abzweig geradeaus und ehemals nach rechts |                                                               | ehem. Baumbergebahn nach Borken                           | ehem. Baumbergebahn nach Borken                           |
| Abzweig geradeaus und nach rechts |                                                               | Strecke nach Dorsten                                      | Strecke nach Dorsten                                      |
| Haltepunkt / Haltestelle, ehemals Bahnhof | 55,3                                                          | Lette (Kr Coesfeld) (ehem. Bf, Hst)                       | Lette (Kr Coesfeld) (ehem. Bf, Hst)                       |
| ehemaliger Bahnhof | 51,2                                                          | Merfeld (zuletzt Anst)                                    | Merfeld (zuletzt Anst)                                    |
| ehemaliger Bahnhof | 45,0                                                          | Dülmen Ost (ehem. Dülmen DGE)                             | Dülmen Ost (ehem. Dülmen DGE)                             |
| Abzweig geradeaus und ehemals nach links |                                                               | ehem. Verbindungsgleis n. Dülmen (tief)                   | ehem. Verbindungsgleis n. Dülmen (tief)                   |
| |                                                               |                                                           |                                                           |
| Turmbahnhof geradeaus oben | 44,6                                                          | Dülmen (Turmbahnhof, hoch) Strecke Haltern–Münster        | Dülmen (Turmbahnhof, hoch) Strecke Haltern–Münster        |
| |                                                               |                                                           |                                                           |
| Abzweig geradeaus und ehemals von links |                                                               | ehem. Verbindungsgleis von Dülmen (tief)                  | ehem. Verbindungsgleis von Dülmen (tief)                  |
| ehemalige Blockstelle | 43,7                                                          | Dülmen Ds (Bk)                                            | Dülmen Ds (Bk)                                            |
| ehemaliger Bahnhof | 37,9                                                          | Ondrup (zuletzt Bk)                                       | Ondrup (zuletzt Bk)                                       |
| Bahnhof | 32,4                                                          | Lüdinghausen                                              | Lüdinghausen                                              |
| Haltepunkt / Haltestelle, ehemals Bahnhof | 26,1                                                          | Selm (ehem. Bf)                                           | Selm (ehem. Bf)                                           |
| Haltepunkt / Haltestelle | 24,6                                                          | Selm-Beifang                                              | Selm-Beifang                                              |
| Bahnhof | 22,0                                                          | Bork (Westf)                                              | Bork (Westf)                                              |
| |                                                               |                                                           |                                                           |
| Blockstelle | 20,4                                                          | Bork (Westf) Gerätedepot Bundeswehr (Awanst)              | Bork (Westf) Gerätedepot Bundeswehr (Awanst)              |
| |                                                               |                                                           |                                                           |
| ehemaliger Haltepunkt / Haltestelle |                                                               | Lünen-Alstedde geplant                                    | Lünen-Alstedde geplant                                    |
| ehemaliger Bahnhof | 14,9                                                          | Lünen Nord                                                | Lünen Nord                                                |
| Abzweig geradeaus und von links |                                                               | von Münster                                               | von Münster                                               |
| Bahnhof | 13,9                                                          | Lünen Hbf (Keilbahnhof)                                   | Lünen Hbf (Keilbahnhof)                                   |
| Kreuzung geradeaus unten und rechts |                                                               | Oberhausen-Osterfeld–Hamm                                 | Oberhausen-Osterfeld–Hamm                                 |
| Bahnhof | 10,5                                                          | Lünen Preußen                                             | Lünen Preußen                                             |
| Bahnhof | 8,1                                                           | Dortmund-Derne                                            | Dortmund-Derne                                            |
| Haltepunkt / Haltestelle | 5,4                                                           | Dortmund-Kirchderne (Hp Abzw)                             | Dortmund-Kirchderne (Hp Abzw)                             |
| Verschwenkung nach links und nach rechts |                                                               | Verbindung nach Dortmund-Obereving                        | Verbindung nach Dortmund-Obereving                        |
| Abzweig quer, nach rechts und von links · Kreuzung geradeaus unten |                                                               | Güterumgehungsbahn Dortmund                               | Güterumgehungsbahn Dortmund                               |
| Verschwenkung nach links · Verschwenkung nach rechts |                                                               | Verbindung von Dortmund-Scharnhorst                       | Verbindung von Dortmund-Scharnhorst                       |
| ehemaliger Haltepunkt / Haltestelle | 3,1                                                           | Dortmund-Hoesch                                           | Dortmund-Hoesch                                           |
| Dienststelle, ehemals Bahnhof | 3,02,5                                                        | Dortmund-Eving (ehem. PV)                                 | Dortmund-Eving (ehem. PV)                                 |
| Abzweig ehemals geradeaus und nach links · Strecke von rechts |                                                               | (neue Trasse ab 1904)                                     | (neue Trasse ab 1904)                                     |
| |                                                               |                                                           |                                                           |
| Bahnhof quer · Kreuzung geradeaus oben (Strecke geradeaus außer Betrieb) · Abzweig quer und nach rechts | 0,0                                                           | Dortmund Hbf nach Duisburg, von Hamm                      | Dortmund Hbf nach Duisburg, von Hamm                      |
| |                                                               |                                                           |                                                           |
| Strecke (außer Betrieb) |                                                               | (ehem. Trasse bis 1998)                                   | (ehem. Trasse bis 1998)                                   |
| Bahnhof (Strecke außer Betrieb) | 0,6                                                           | Dortmund Ost (ehem. Dortmund DGE)                         | Dortmund Ost (ehem. Dortmund DGE)                         |
| Strecke (außer Betrieb) |                                                               | ehem. Strecke nach Dortmund Süd                           | ehem. Strecke nach Dortmund Süd                           |
| |                                                               |                                                           |                                                           |
| Quellen: |                                                               |                                                           |                                                           |

Die Bahnstrecke Dortmund–Gronau (regional auch „Westmünsterlandbahn“ genannt) ist eine Eisenbahnstrecke, die von der ehemaligen Dortmund-Gronau-Enscheder Eisenbahn-Gesellschaft von Dortmund im östlichen Ruhrgebiet nach Gronau (Westf.) gebaut wurde.

## Geschichte

### Baugeschichte
Die Dortmund-Gronau-Enscheder Eisenbahn-Gesellschaft (kurz DGE) begann den Bau ihrer Strecke östlich der Dortmunder Innenstadt, der Bahnhof Dortmund DGE hieß zuletzt Dortmund Ost. Als erstes musste nördlich des Bahnhofs die Stammstrecke Dortmund–Hamm der Köln-Mindener Eisenbahn-Gesellschaft (kurz CME) überquert werden.
Das erste Teilstück bis zum (früheren) Bahnhof Lünen Nord wurde am 25. November 1874 eröffnet, der Personenverkehr begann gut eine Woche später. Ein halbes Jahr darauf fuhren die Züge bereits bis Dülmen, auch hier musste mit der Bahnstrecke Wanne-Eickel–Hamburg wieder eine Strecke der CME überquert werden, der Bahnhof Dülmen DGE (zuletzt Dülmen Ost) lag dabei nordwestlich des Köln-Mindener Bahnhofs.
Die weiteren Teilstücke wurden in sehr kurzen Abständen nacheinander in Betrieb genommen, am 1. August 1875 wurde der Bahnhof Coesfeld (Westfalen) erreicht und am 30. September 1875 der Bahnhof Gronau (Westfalen), zeitgleich mit der Bahnstrecke Münster–Enschede der Königlichen Westfälischen Eisenbahn-Gesellschaft (KWE). Deren Abschnitt Gronau–Enschede in die Niederlande wurde in Kooperation mit der KWE errichtet, am 15. Oktober 1875 eröffnet und in der Folgezeit gemeinschaftlich betrieben.
Mit der Eröffnung der Bahnstrecke Duisburg–Quakenbrück durch die Rheinische Eisenbahn-Gesellschaft vier Jahre später wurde auch Coesfeld zu einem Kreuzungsbahnhof. Anfang des 20. Jahrhunderts kam mit der Bahnstrecke Empel-Rees–Münster (östlicher Teil auch „Baumbergebahn“ genannt) noch eine weitere kreuzende Strecke hinzu, wodurch der Coesfelder Bahnhof zu einem Eisenbahnknoten des westlichen Münsterlandes wurde. 1903 wurde die Dortmund-Gronau-Enscheder Eisenbahngesellschaft verstaatlicht.

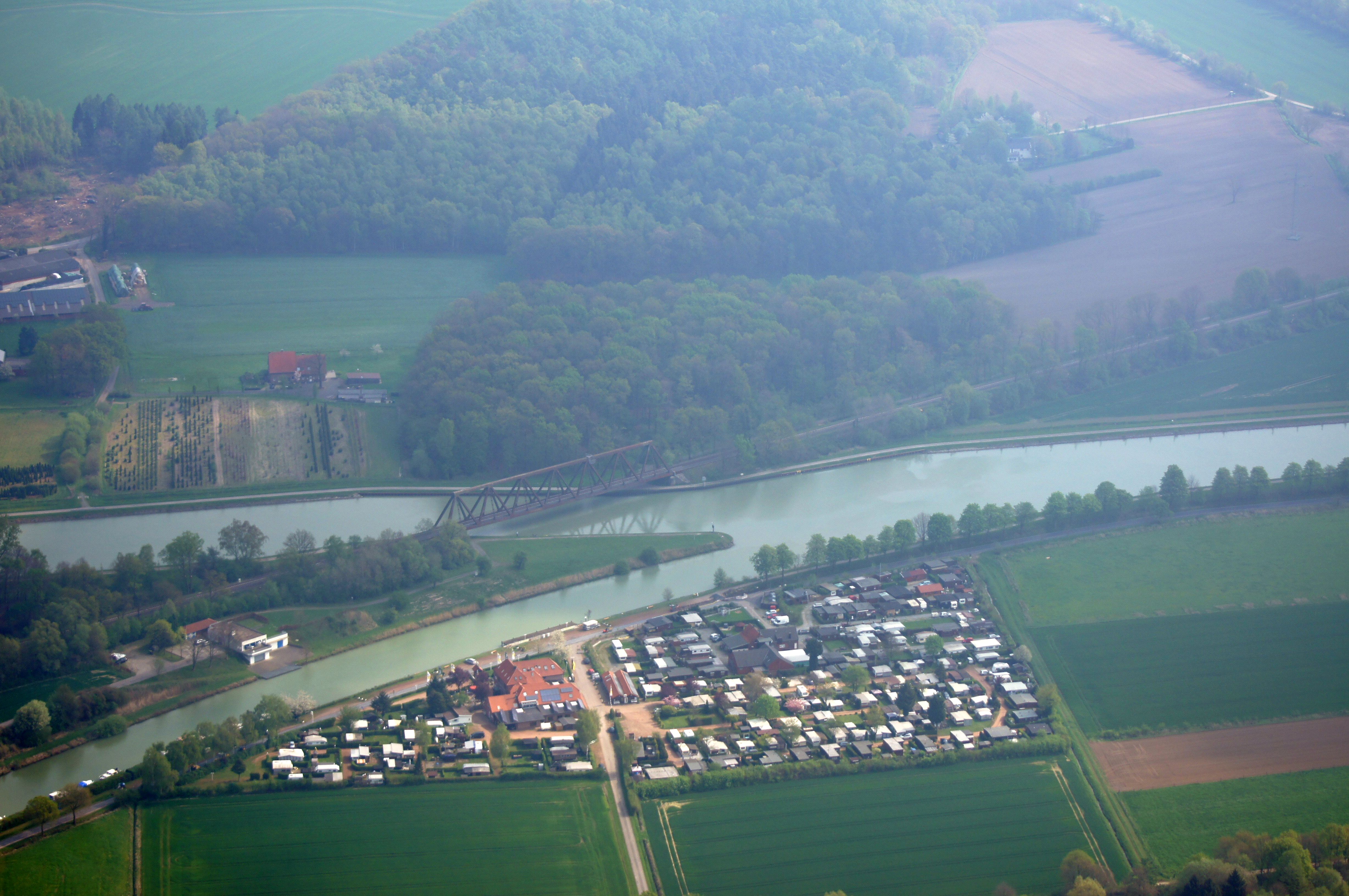
Dreigurtbrücke über den Dortmund-Ems-Kanal bei Lüdinghausen

Nordwestlich von Lüdinghausen überquert die Strecke den 1899 in Betrieb genommenen Dortmund-Ems-Kanal. Als in diesem Bereich in den 1930er Jahren für Ausbau und Begradigung der Kanalstrecke eine Neue Fahrt angelegt wurde, entstand für die spitzwinklige Überführung der Eisenbahnstrecke als konstruktive Besonderheit eine Dreigurtbrücke, ein Fachwerk-Träger aus St 52-Stahl mit dreieckigem Querschnitt und 105 m Stützweite.
Eine andere Besonderheit ist der Haltepunkt Selm-Beifang, der ursprünglich nicht vorgesehen war, sondern erst rund 70 Jahre später eingerichtet wurde. Da viele mit dem Zug nach Hause fahrende Bergleute aus Dortmund und Lünen nicht den weiten Weg vom Bahnhof Selm (früher: Kr. Lüdinghausen) zur eigenen Wohnung nehmen wollten, wurde regelmäßig in Höhe des Beifanger Wegs die Notbremse gezogen. Da dieser Missbrauch der Notbremse auch durch die Bahnpolizei nicht unterbunden werden konnte, wurde 1946 schließlich an der Querung der Bahnstrecke mit dem Sandforter Weg ein Haltepunkt eingerichtet, der heutige Haltepunkt Selm-Beifang, der im Volksmund auch „Bahnhof Notbremse“ genannt wird.

## Heutige Situation
Der Abschnitt von Dortmund bis Lünen ist zweigleisig, mit Oberleitung versehen und als Hauptbahn klassifiziert. Ab Lünen bis Enschede ist die Strecke eingleisig, nicht elektrifiziert und seit 2007 zur Nebenbahn herabgestuft.
Die akustische Fahrgastinformation erfolgt auf der Gesamtstrecke auf Deutsch und Niederländisch. Daneben werden auch optische Hinweise zum Zielbahnhof und der nächsten Station gegeben.

## Zugangebot
Die Strecke wird heute im Stundentakt von der RB 51 Westmünsterland-Bahn von Dortmund nach Enschede bedient. Die Zugkreuzungen finden überwiegend in Lüdinghausen, Coesfeld und Epe statt. Am Rest des Tages findet diese Zugkreuzung nicht statt.   Wegen der Eingleisigkeit sind die Ankünfte gegenüber der üblichen Symmetrieminute um einige Minuten zeitversetzt. Das Zugangebot wird werktags außer samstags mit Verbindungen zwischen Dortmund und Lünen verdichtet.
Auf diesem Abschnitt verkehrt außerdem stündlich die RB 50 Der Lüner in Richtung Münster.
Vom 12. Dezember 2004 bis 10. Dezember 2011 führte auf der Westmünsterlandbahn die Prignitzer Eisenbahn GmbH den Personennahverkehr mit modernen Dieseltriebwagen des Typs Talent aus. Davor befuhr DB Regio NRW die Linie mit Zügen der Baureihe 624. Sie wurde im Rahmen des Dieselnetzes Westliches Münsterland unter Federführung des Zweckverbands Nahverkehr Westfalen-Lippe (NWL) ausgeschrieben. Seit 11. Dezember 2011 betreibt die DB Regio AG, Region NRW diese Linie. Als Fahrzeuge kommen wie vorher bei der Prignitzer Eisenbahn modernisierte Dieseltriebwagen des Typs Talent der DB zum Einsatz.

## Planungen

### Begegnungsabschnitte
Der Zweckverband Nahverkehr Westfalen-Lippe (NWL) hat für die Neuaufstellung des ÖPNV-Bedarfsplans 2017 des Landes NRW die Infrastrukturertüchtigung für einen Halbstundentakt zwischen Lünen und Coesfeld angemeldet.
Der NWL und Anrainergemeinden starteten 2018 ein Projekt zur Verbesserung der Nahverkehrsverbindung zwischen Dortmund und Enschede. Als Ergebnis wurde im Oktober 2019 eine Studie vorgestellt, nach der mit Hilfe von Infrastrukturmaßnahmen ein Regional-Express mit 25 Minuten kürzerer Fahrzeit und besseren Anschlüssen gegenüber den heutigen Regionalbahnen realisiert werden soll. Die neue Linie soll zwischen Lünen und Dortmund keine Zwischenstationen mehr bedienen und eine verminderte Standzeit in Coesfeld und Gronau besitzen. Nördlich von Lünen soll die Linie alle Halte bedienen. Die heutige RB 51 soll verkürzt bis Gronau erhalten bleiben und das Angebot zum Halbstundentakt verdichten. Zur Realisierung des neuen Angebotes sind neue Begegnungsabschnitte bei Selm und Ahaus, zusätzliche Bahnsteige in Dülmen und Glanerbrug sowie eine neue Weiche in Coesfeld notwendig. Für das Vorhaben werden Kosten in Höhe von 51 Millionen Euro veranschlagt. Für das neue Fahrplankonzept ist der Einsatz von Akkutriebzügen geplant.
Für den ÖPNV-Bedarfsplan des Landes NRW wurde 2024 ein Bündel von Maßnahmen im Rahmen eines Stufenkonzeptes zur Kapazitätssteigerung der Strecke angemeldet. In der ersten Stufe bis 2032 sollen eine zweite Bahnsteigkante am Dülmer Hochbahnhof und ein Begegnungsabschnitt nördlich von Selm inklusive der Station erstellt werden. In Coesfeld-Rottkamp soll eine Weichenverbindung zur Strecke Coesfeld–Dorsten entstehen, um einen zweigleisigen Abschnitt auf zwei Kilometern Länge herzustellen. Im Coesfelder Bahnhof sollen weitere Weichenverbindungen entstehen und verändert werden. Im Bereich Dortmund soll die Leit- und Sicherungstechnik für Zugfolgezeiten von drei Minuten mit Gleiswechselbetrieb ertüchtigt werden. In der zweiten Stufe bis 2040 soll ein zweigleisiger Bereich in Legden entstehen und der Abschnitt Selm–Selm-Beifang vollständig zweigleisig inklusive der Stationen ausgebaut werden. Außerdem soll die Geschwindigkeit zwischen Dülmen und Lüdinghausen auf 140 km/h gesteigert werden.

### Teilelektrifizierung
Für den Abschnitt Dülmen–Coesfeld war eine Elektrifizierung vorgesehen, um Batterie-Oberleitungstriebzügen in diesem Abschnitt eine Zwischenladung zu ermöglichen. Die Spannungsversorgung sollte dabei in Dülmen von der Bahnstrecke Essen–Münster erfolgen, die die Strecke im dortigen Bahnhof kreuzt. Das Projekt befand sich im Dezember 2020 in der Vorplanung. Das Vorhaben wurde in der Planungsphase abgebrochen, da durch die notwendige Aufrüstung des Streckenabschnittes Marl-Sinsen–Dülmen mit Schaltposten in Dülmen sehr hohe Sprungkosten entstanden wären. Nun wird eine Elektrifizierung des Abschnittes Coesfeld–Gronau mit Versorgung über ein Umrichterwerk in Gronau, welches auch die zu elektrifizierende Strecke Münster–Gronau versorgen soll, weiterverfolgt. Trotz der längeren Strecke soll die Maßnahme günstiger sein als die Elektrifizierung zwischen Dülmen und Coesfeld. Die Maßnahme wurde 2024 für den ÖPNV-Bedarfsplan angemeldet und soll bis 2031 umgesetzt sein.

### Zusätzliche Halte
Der Zweckverband Nahverkehr Westfalen-Lippe (NWL) führte 2023 eine Potentialuntersuchung zur Neueinrichtung von Stationen in seinem Verbandsgebiet durch. Dabei wurden entlang der Strecke die Stationen Dülmen West, Coesfeld Rottkamp und Dülmen-Merfeld untersucht. Der Station Dülmen West an der Borkener Straßer wurde ein sehr hohes Potential zugesprochen. Bei Investitionskosten von 1,7 Millionen Euro wird ein Potential von 648 Fahrgastwechseln pro Tag gesehen. Die Station Coesfeld Rottkamp an der gleichnamigen Straße im Gewerbegebiet im Süden der Stadt weist ein mittleres bis geringes Potential auf. Bei Investitionskosten von 11,2 Millionen Euro wird ein Potential von 175 Fahrgastwechseln pro Tag gesehen. Beide Stationen sind in den Zielfahrplan integrierbar. Die Station Dülmen-Merfeld wurde aufgrund der geringen Nachfrage von nur 16 Fahrgastwechseln pro Tag nicht weiter untersucht. Der Bau der Station Dülmen West wurde 2024 für den ÖPNV-Badarfsplan des Landes NRW angemeldet und die Umsetzung bis 2032 eingeplant.
Im Rahmen der Stationsoffensive der DB Station & Service und des Landes NRW wurde der Bau der Station Lünen-Alstedde angemeldet. Der Bau der neuen Station soll 2,4 Millionen Euro kosten und ein Potential von 280 Fahrgästen pro Tag aufweisen. Die Station soll in den bestehenden Fahrplan der RB 51 Dortmund–Enschede integrierbar sein.

## Die BezeichnungWestmünsterlandbahn
Die auf dieser Bahnstrecke verkehrenden Nahverkehrszüge haben die Bezeichnung Westmünsterland-Bahn (mit Bindestrich) erhalten, weil die Bahnstrecke durch das westliche Münsterland verläuft.
Die Bezeichnung Westmünsterlandbahn wird seit März 2022 jedoch auch noch anderweitig verwendet. Am 18. März 2022 wurde die Westmünsterlandbahn WMB GmbH (ohne Bindestrich) gegründet, die das Ziel hat, die Reaktivierung der Bahnstrecke Bocholt–Coesfeld voranzutreiben und mittelfristig dort als Eisenbahninfrastrukturunternehmen aufzutreten. Die zu reaktivierende Strecke trifft zwar in Coesfeld auf die hier beschriebene Westmünsterland-Bahn, ansonsten haben die Bemühungen der Westmünsterlandbahn GmbH aber keinen Bezug zu der Strecke.